# El Tambo (Cachapoal)
El Tambo es una localidad agrícola ubicada aproximadamente a 10 km al este de la ciudad de San Vicente de Tagua Tagua, a 13 km al noroeste de San Fernando, y a 3 km aproximadamente de Santa Inés de Malloa por la ruta 66 o Carretera de la Fruta.

## Historia

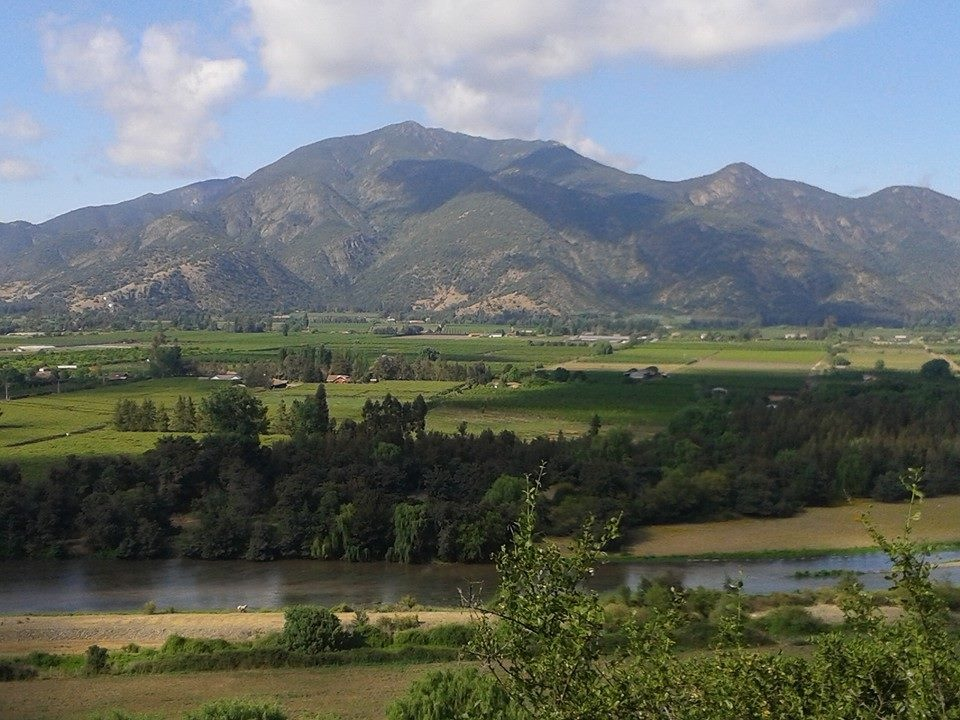
El Tambo. Vista panorámica desde el norte.

Un antiguo diccionario geográfico lo describe de la siguiente manera: 

Tambo. Fundo del departamento de Caupolicán situado próximo al S. de la villa de Malloa. Al lado sur del fundo se levanta una rama de cerros que principia en Regolemu y se dirige hacia el SO. hasta el abra que da paso al riachuelo de Talcarehue, y de aquí al O. por algunos kilómetros hasta eslabonarse con la sierra de Taguatagua que ciñe por el occidente la cuenca de la antigua laguna que se conoció con el mismo nombre de Taguatagua y que prosigue al N. y al NO. hasta la confluencia de los ríos Cachapual y Tinguiririca. Esta cadena de cerros del Tambo, escabrosa y con mediano monte, alcanza en su mayor altura en la sección llamada Yáquil, á cerca de 1,200 metros sobre el Pacífico y corre más ó menos bajo el paralelo 34° 32', sirviendo en su longitud de límite entre los departamentos de Caupolicán y San Fernando. 
Francisco Solano Asta-Buruaga y Cienfuegos, Diccionario Geográfico de la República de Chile (1897)

Su historia reciente tiene como hito fundacional el establecimiento, durante el gobierno del presidente Pedro Aguirre Cerda (1939), de una Colonia Agrícola conforme a las disposiciones de la Caja de Colonización Agrícola. El proceso de colonización de El Tambo implicó la parcelación del fundo existente previamente en la zona, perteneciente a la familia Joglar, y su consecuencial asignación a diferentes colonos arribados al lugar. Otro hito importante de destacar dice relación con el establecimiento de la Población Chile Nuevo, la cual concentra la mayor parte de los habitantes de la localidad, y cuyos orígenes se remontan a un asentamiento efectuado durante el gobierno del presidente Salvador Allende.

## Descripción
La zona está rodeada por cerros y un río. Comienza en la parcela N.º 1, vecina al pueblo La Angostura, y finaliza en la parcela N.º 125, tras la cual comienza el pueblo vecino Los Rastrojos. Está formado principalmente por parcelas dispuestas a lo largo del tramo carretero y una población principal denominada Chile Nuevo, más dos villas: Villa Frente al Sol (la más nueva) y Villa El Tambo (la más antigua). Al lado de la plaza e iglesia de la localidad hay un sector con acceso al río denominado El Badén (donde antiguamente había un puente en dirección a Santa Inés de Malloa, que dio nombre al puesto de Carabineros de Chile: Retén Puente Badén). La ruta hacia Santa Inés posee tramos parceleros (Camino de las Vacas y Camino El Peumo) que antiguamente a través de un puente de madera se unía a la Carretera de la Fruta, en el sector denominado Las Truchas (por la abundancia de dichos peces), donde actualmente hay un motel del mismo nombre.